# 一ツ木村
一ツ木村（ひとつぎむら）は、かつて愛知県碧海郡にあった村である。
現在の刈谷市の一部（一ツ木町・築地町など）に相当する。

## 地理
逢妻川の南岸（左岸）の洪積台地上に位置していた。北は逢妻川を境に今岡村と、西は築地村と接していた。

## 歴史
かつて字大師井に1本の大木があり、この大木を伐採して刈谷城の楼門の扉とした事が名称の由来である。江戸時代には刈谷藩領だった。また池鯉鮒宿の助郷村であり、村内には一里塚があった。
1889年（明治22年）には町村制を施行し、碧海郡一ツ木村と築地村が合併して一ツ木村が発足した。この際には旧村名に由来する大字一ツ木と大字築地を編成している。1891年（明治24年）の戸数は241、人口は1,038。1902年（明治35年）には全戸数のうち89.1%が農家だった。1903年（明治36年）には逢妻川沿岸の低湿地である鵜の島の床上げが行われた。
1906年（明治39年）には境村・東境村・逢見村と合併して富士松村が発足し、大字一ツ木と大字築地は富士松村にも引き継がれた。

### 年表
- 1889年（明治22年） - 町村制により碧海郡一ツ木村が発足[1]。大字一ツ木と大字築地を編成[1]。
- 1906年（明治39年） - 境村・東境村・逢見村と合併し、富士松村が発足。一ツ木村は廃止。

## 名所・旧跡

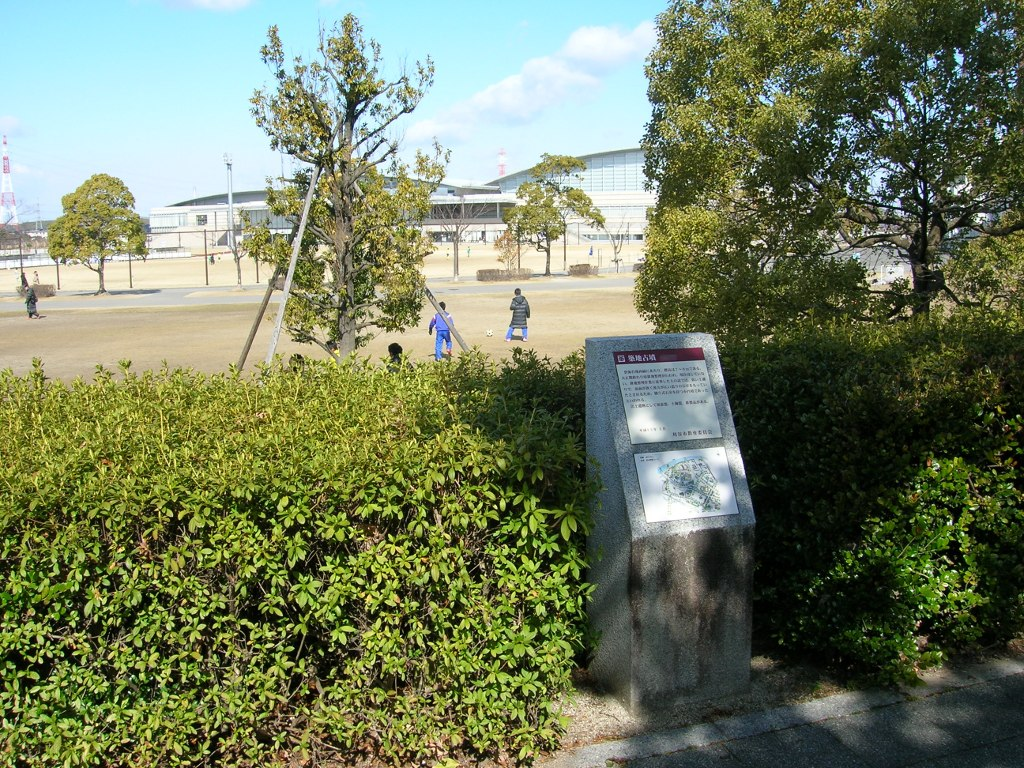
築地古墳

- 神明社 - 一ツ木。村社。一ツ木神明社とも呼ばれる。境内には江戸幕府に助郷役の負担軽減を訴えた生駒甚兵衛の碑がある[1]。
- 熊野神社 - 築地。村社。築地古墳から発掘された石室が移築されたとされる[1]。
- 西福寺 - 一ツ木。曹洞宗の寺院[1]。もとは天台宗の寺院であり、慶長8年（1603年）に現行名に改称した[1]。三河三弘法のひとつ[1]。
- 薬師寺 - 一ツ木。曹洞宗の寺院。
- 法林寺 - 一ツ木。真宗大谷派の寺院[1]。
- 泉龍寺 - 一ツ木。寺院。
- 東照寺 - 築地。曹洞宗の寺院[1]。
- 竜泉庵 - 築地。曹洞宗の寺院[1]。
- 誓願寺 - 築地。浄土真宗の寺院[1]。
- 神宮寺 - 築地。浄土宗の寺院[1]。
- 芋川遺跡 - 一ツ木。縄文時代中期から奈良時代にかけての複合遺跡[3]。「刈谷西部の縄文遺跡」として愛知県指定史跡。跡地は芋川公園（2000年整備）[3]。
- 茶煎坊遺跡 - 一ツ木。縄文時代中期後葉の遺跡[1][2]。滅失している[2]。
- 上カス貝塚 - 一ツ木。縄文時代後期の遺跡[1][2]。
- 築地古墳 - 築地。横穴式石室を持つ小規模な円墳であったとされる。
- 石亀用水紀功碑 - 明治用水に関連する用水の石碑。1917年（大正6年）建立。

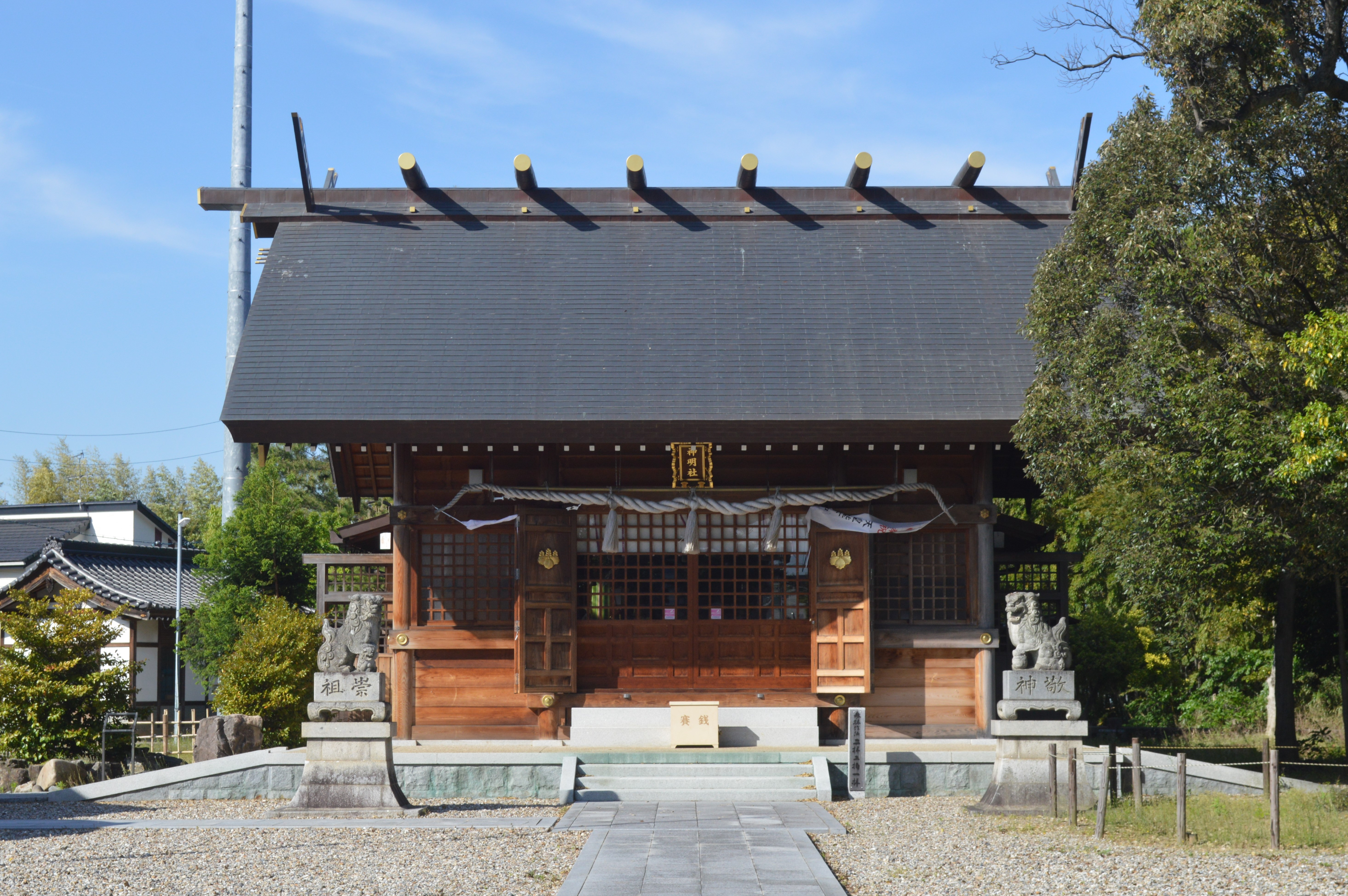
神明社
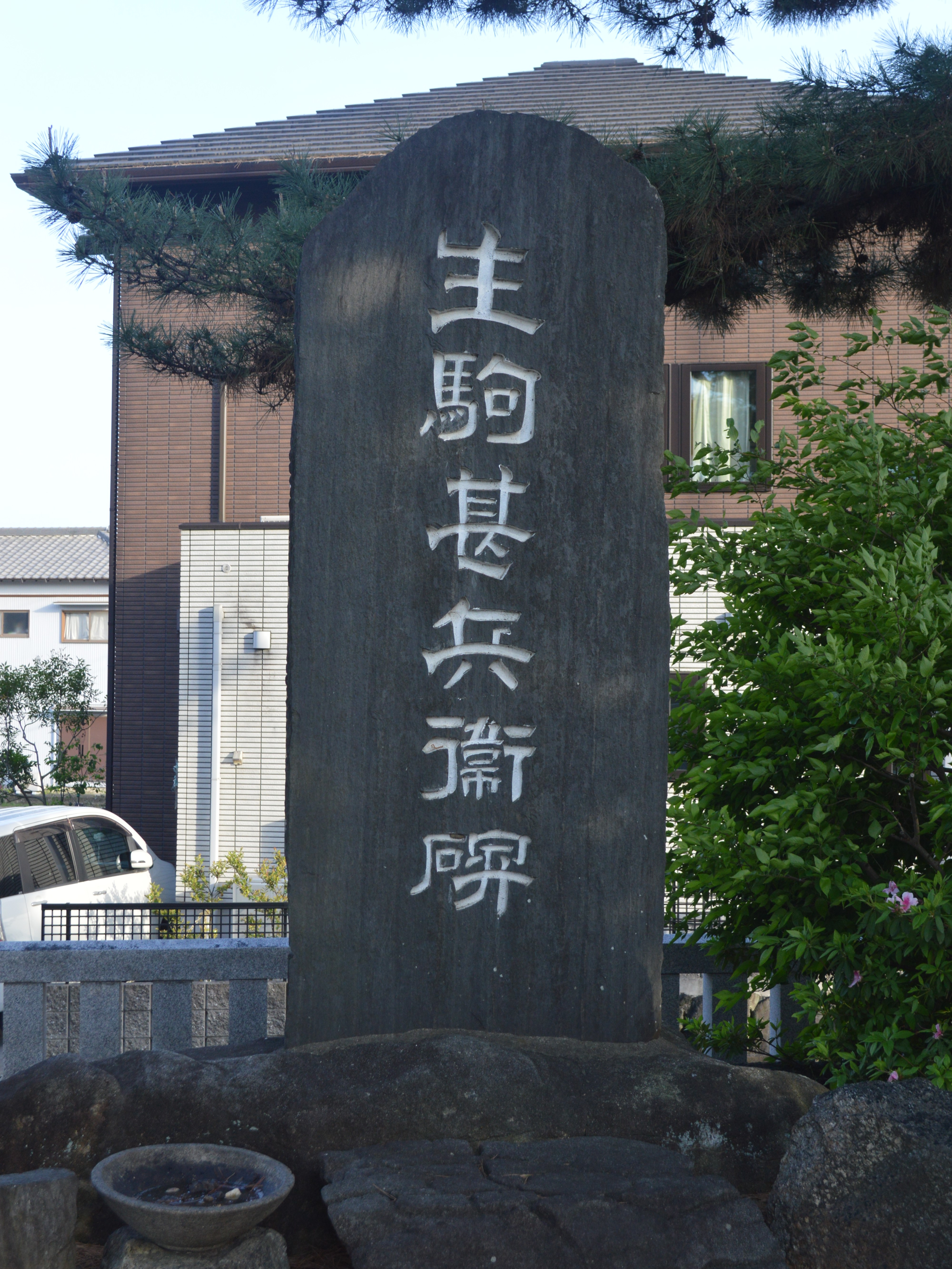
生駒甚兵衛碑
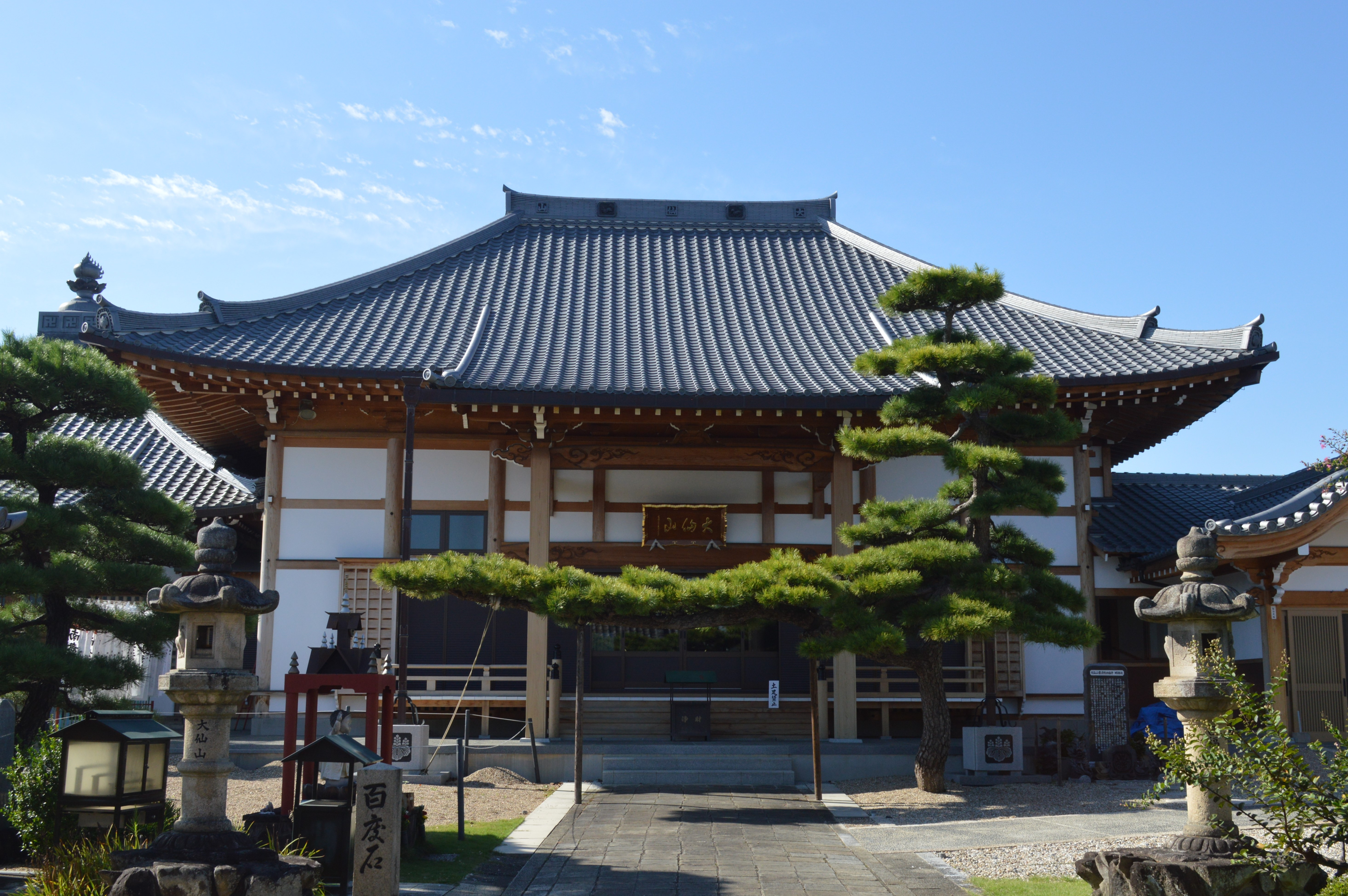
西福寺
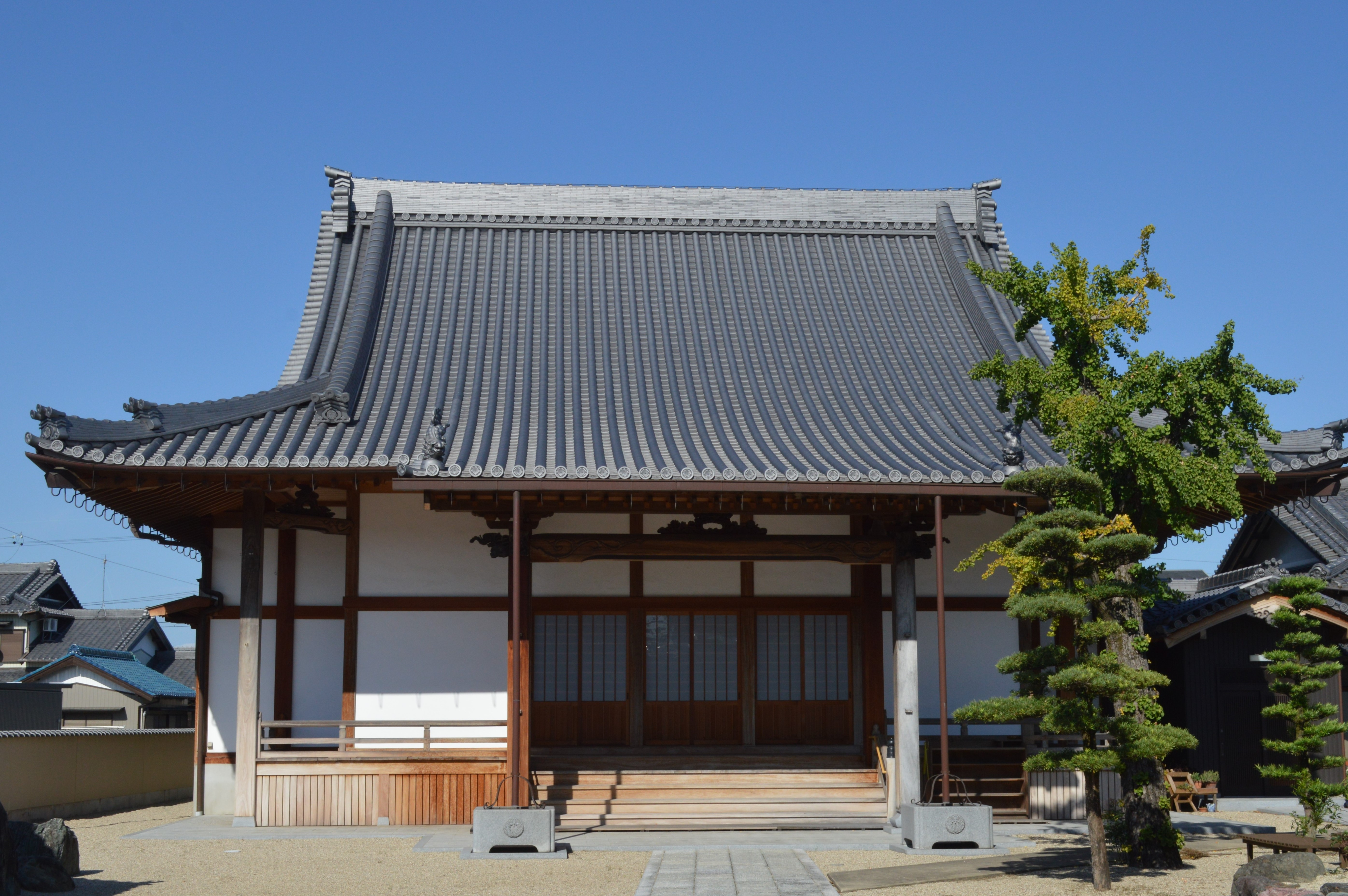
法林寺
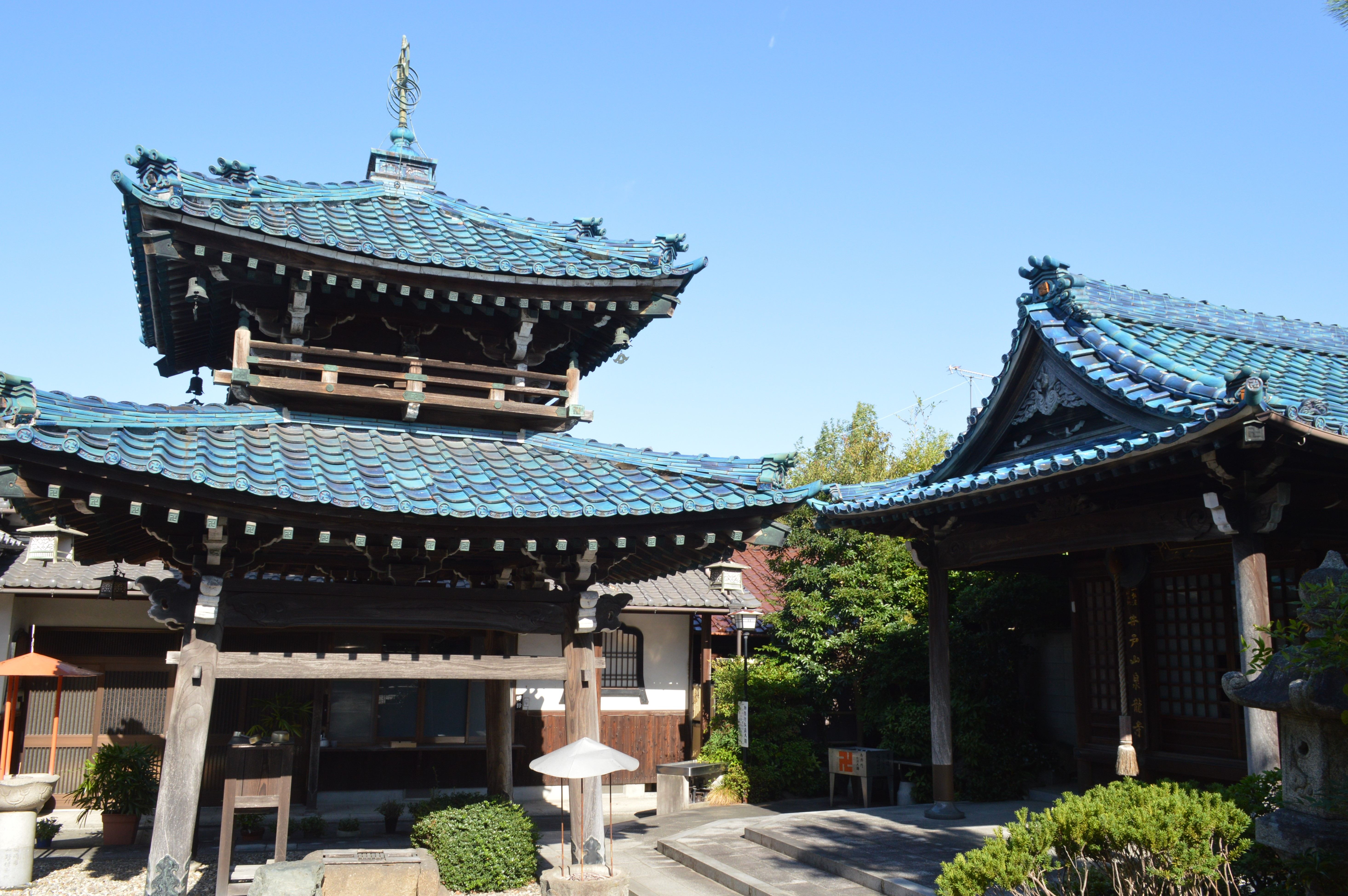
泉龍寺
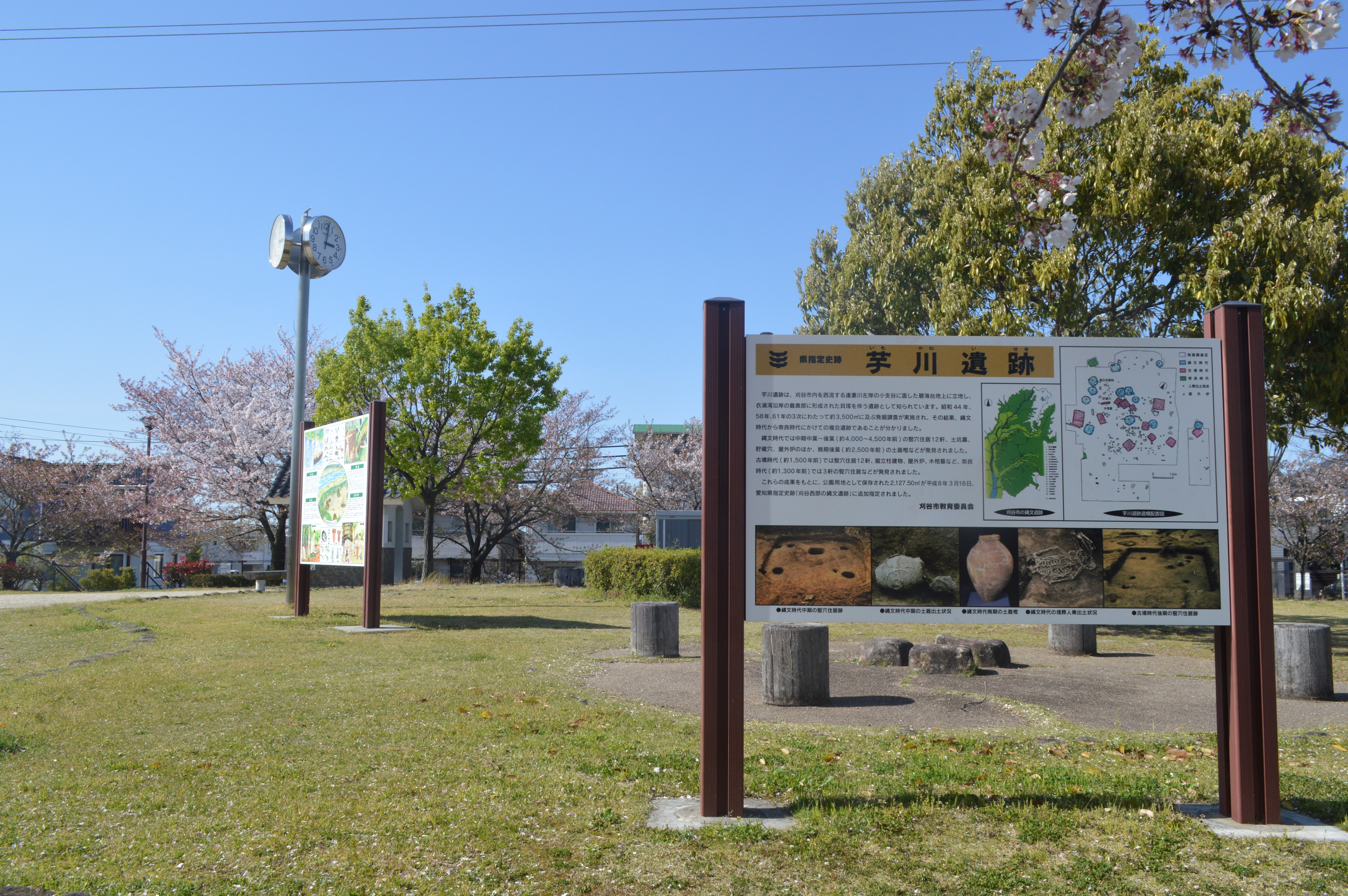
芋川遺跡跡地の芋川公園
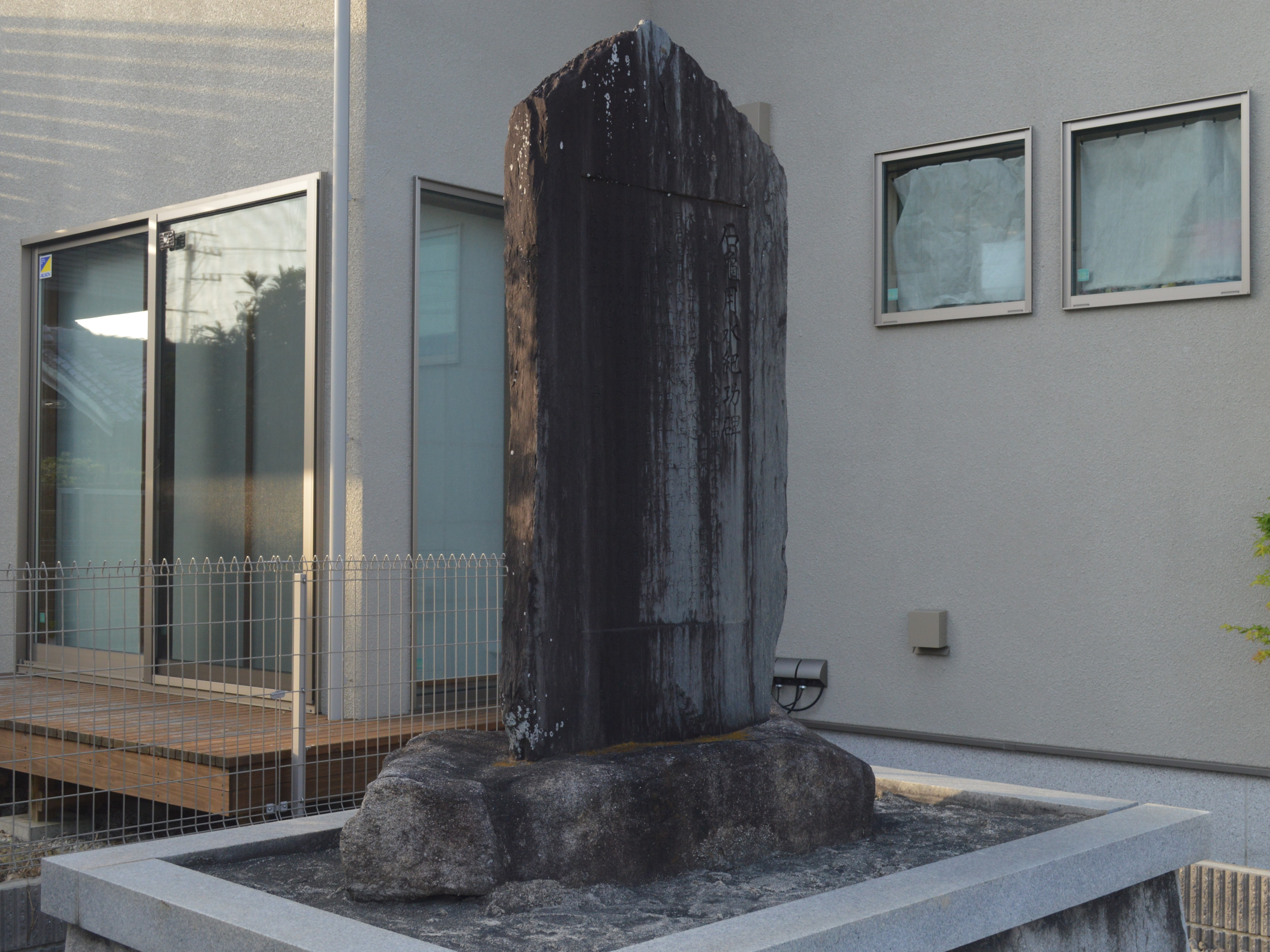
石亀用水紀功碑